# Pterodroma sandwichensis
El petrel hawaiano o ua'u en hawaiano (Pterodroma sandwichensis), es una especie de ave procelariforme de la familia de los proceláridos (Procellariidae) endémica del archipiélago de Hawái. 

## Distribución
Anteriormente se podía encontrar en todas las principales islas de Hawái, excepto en Niʻihau, pero hoy se restringe sobre todo al cráter del volcán Haleakala en Maui, poblaciones más pequeñas existen en Mauna Loa, en la isla de Hawái, en Kauai, en Lanai  y posiblemente en Molokai. También se informa de avistamientos en las islas Galápagos.

## Situación y conservación
El petrel hawaiano es una especie en peligro de extinción. Además de la pérdida de hábitat por el desarrollo, las mayores amenazas para el petrel son los gatos salvajes, pequeñas mangostas asiáticas  y ratas, todos de los cuales se alimentan de las crías indefensas cuando están dentro de sus madrigueras. 
En el Parque nacional Haleakalā, se están haciendo grandes esfuerzos para reducir el número de animales salvajes, de modo de preservar no sólo el petrel hawaiano, sino muchas otras aves exóticas hawaianas que son víctimas de la depredación. 
Fue considerado de la misma especie con la fardela gris parda (Pterodroma phaeopygia) de las islas Galápagos, pero recientemente se dividió a su propia especie.